# Giovanni Reyna
Giovanni Alejandro Reyna (Sunderland, 13 november 2002) is een Amerikaans voetballer die doorgaans als aanvallende middenvelder speelt. Sinds januari 2020 staat Reyna onder contract bij Borussia Dortmund.

## Privéleven
Reyna is een zoon van voormalig voetballer Claudio Reyna en voormalig voetbalster Danielle Egan. Hij werd geboren in Engeland, toen zijn vader uitkwam voor Sunderland, en werd genoemd naar Giovanni van Bronckhorst, een ploeggenoot van zijn vader bij Glasgow Rangers. Via zijn grootouders aan vaderskant heeft hij een Argentijnse en Portugese afkomst. Vanwege de afkomst van zijn oma kon Reyna een Portugees paspoort aanvragen, waardoor hij als jeugdspeler kon overstappen naar een club in Europa.

## Carrière
Reyna speelde in de jeugd van New York City, tot hij deze in juli 2019 verruilde voor die van Borussia Dortmund. Hij kwam aanvankelijk uit voor het O19-team van de Duitse club, maar debuteerde op 18 januari 2020 reeds in het eerste elftal. Coach Lucien Favre liet hem in de 72e minuut invallen voor Thorgan Hazard in een met 3–5 gewonnen wedstrijd in de Bundesliga uit bij FC Augsburg. Zijn eerste doelpunt voor Dortmund volgde op 4 februari 2020. Hij bracht de achterstand van zijn ploeg toen terug tot 3–2 in een met diezelfde cijfers verloren wedstrijd in de DFB-Pokal uit bij Werder Bremen. Hij werd zo de jongste doelpuntermaker ooit in het Duitse bekertoernooi. Reyna speelde op 18 februari 2020 zijn eerste wedstrijd in de UEFA Champions League. Hij viel toen na 67 minuten in voor Hazard in een met 2–1 gewonnen wedstrijd thuis tegen Paris Saint-Germain. Tien minuten later gaf hij de assist waaruit Erling Braut Håland het winnende doelpunt maakte.

## Clubstatistieken.
| Seizoen     | Club                | Competitie     | Competitie | Competitie | Competitie | Beker | Beker | Beker | Internationaal | Internationaal | Internationaal | Totaal | Totaal | Totaal |
| Seizoen     | Club                | Competitie     | Wed.       | Dlp.       | Ass.       | Wed.  | Dlp.  | Ass.  | Wed.           | Dlp.           | Ass.           | Wed.   | Dlp.   | Ass.   |
| ----------- | ------------------- | -------------- | ---------- | ---------- | ---------- | ----- | ----- | ----- | -------------- | -------------- | -------------- | ------ | ------ | ------ |
| 2019/20     | Borussia Dortmund   | Bundesliga     | 15         | 0          | 1          | 1     | 1     | 0     | 2              | 0              | 1              | 18     | 1      | 2      |
| 2020/21     | Borussia Dortmund   | Bundesliga     | 32         | 4          | 7          | 6     | 3     | 0     | 8              | 0              | 1              | 46     | 7      | 8      |
| 2021/22     | Borussia Dortmund   | Bundesliga     | 10         | 2          | 1          | 2     | 0     | 1     | 1              | 0              | 0              | 13     | 2      | 2      |
| 2022/23     | Borussia Dortmund   | Bundesliga     | 22         | 7          | 2          | 2     | 0     | 0     | 6              | 0              | 2              | 30     | 7      | 4      |
| 2023/24     | Borussia Dortmund   | Bundesliga     | 11         | 0          | 1          | 1     | 0     | 0     | 2              | 0              | 0              | 14     | 0      | 1      |
| Club Totaal | Club Totaal         | Club Totaal    | 90         | 13         | 12         | 12    | 4     | 1     | 19             | 0              | 4              | 121    | 17     | 17     |
| 2023/24     | → Nottingham Forest | Premier League | 9          | 0          | 1          | 1     | 0     | 0     | —              | —              | —              | 10     | 0      | 1      |
| Club Totaal | Club Totaal         | Club Totaal    | 9          | 0          | 1          | 1     | 0     | 0     | 0              | 0              | 0              | 10     | 0      | 1      |
| 2024/25     | Borussia Dortmund   | Bundesliga     | 9          | 2          | 0          | 0     | 0     | 0     | 3              | 0              | 0              | 12     | 2      | 0      |
| Club Totaal | Club Totaal         | Club Totaal    | 99         | 15         | 12         | 12    | 4     | 1     | 22             | 0              | 4              | 133    | 19     | 17     |
| TOTAAL      | TOTAAL              | TOTAAL         | 108        | 15         | 13         | 13    | 4     | 1     | 22             | 0              | 4              | 143    | 19     | 18     |

Bijgewerkt t/m 19 se 2021

## Interlandcarrière
Reyna maakte deel uit van verschillende Amerikaanse nationale jeugdselecties. Hij maakte zes doelpunten voor de Verenigde Staten –17 op het CONCACAF kampioenschap –17 van 2019, waarop zijn ploeggenoten en hij tweede werden. Vijf maanden later nam hij met hetzelfde team deel aan het WK –17 van 2019.
Hij debuteerde op 12 november 2020 op 17-jarige leeftijd onder bondscoach Gregg Berhalter voor het Amerikaans nationaal elftal, in een oefeninterland tegen Wales. In zijn tweede interland, vier dagen later tegen Panama, maakte hij zijn eerste doelpunt.

## Erelijst
| Competitie              |                   |                   |                   |                   |
| Competitie              | Aantal            | Jaren             |                   |                   |
| Borussia Dortmund       | Borussia Dortmund | Borussia Dortmund | Borussia Dortmund | Borussia Dortmund |
| ----------------------- | ----------------- | ----------------- | ----------------- | ----------------- |
| DFB-Pokal               | 1x                | 2020/21           |                   |                   |
| Verenigde Staten        |                   |                   |                   |                   |
| CONCACAF Nations League | 1x                | 2019/20           |                   |                   |

1 Kobel ·
2 Couto ·
3 Anton ·
4 Schlotterbeck ·
5 Bensebaini ·
6 Özcan ·
7 Reyna ·
8 Nmecha ·
9 Guirassy ·
10 Brandt ·
13 Groß ·
14 Beier ·
16 Duranville ·
20 Sabitzer ·
21 Malen ·
23 Can  ·
25 Süle ·
26 Ryerson ·
27 Adeyemi ·
33 Meyer ·
35 Lotka ·
37 Campbell ·
43 Gittens ·
Coach: Şahin
1 Turner ·
2 Dest ·
3 Zimmerman ·
4 Adams  · 
5 Robinson ·
6 Musah ·
7 Reyna ·
8 McKennie ·
9 Ferreira ·
10 Pulisic ·
11 Aaronson ·
12 Horvath ·
13 Ream ·
14 De la Torre ·
15 Long ·
16 Morris ·
17 Roldan ·
18 Moore ·
19 Wright ·
20 Carter-Vickers ·
21 Weah ·
22 Yedlin ·
23 Acosta ·
24 Sargent ·
25 Johnson ·
26 Scally ·
Coach: Berhalter